# Medracen
Il Mausoleo di Medracen o Medghassen o Madghis è un mausoleo numidico situato nel territorio del comune di Boumia, situato nella provincia di Batna in Algeria.
Si tratta di una gigantesca cupola circondata da colonne con capitelli dorici, risalente al III secolo a.C.
È il più antico mausoleo reale del Nord Africa. Secondo gli storici medievali, prende il nome da un re di Numidia. È stato presentato per l'inclusione nella Lista del Patrimonio Mondiale da parte delle autorità algerine nel 2002. È classificato tra i 100 monumenti più a rischio del Pianeta.

## Galleria d'immagini

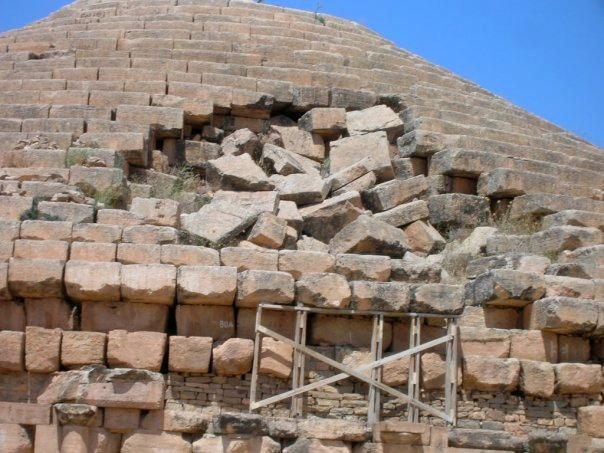
Pietre crollate
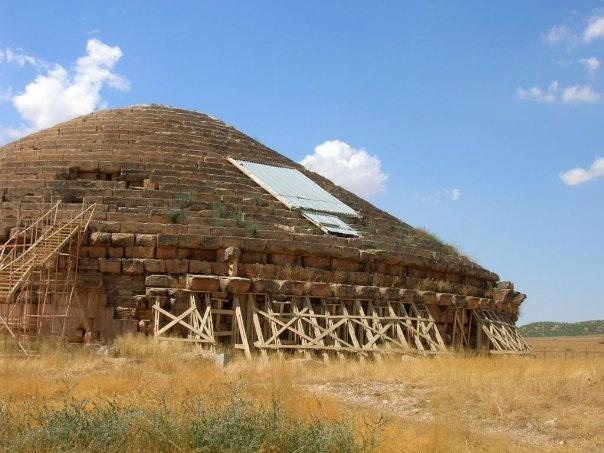
degrado del monumento
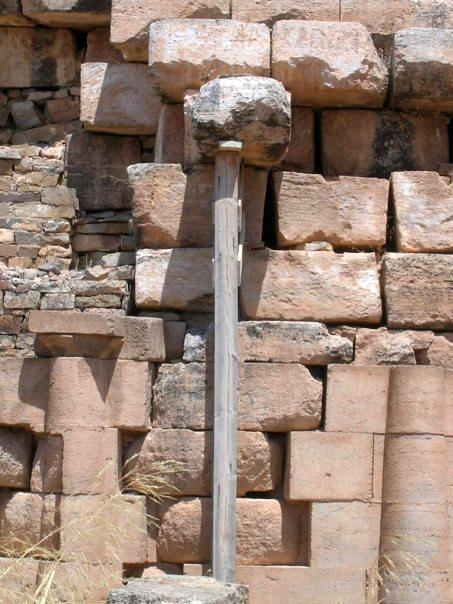
puntelli provvisori
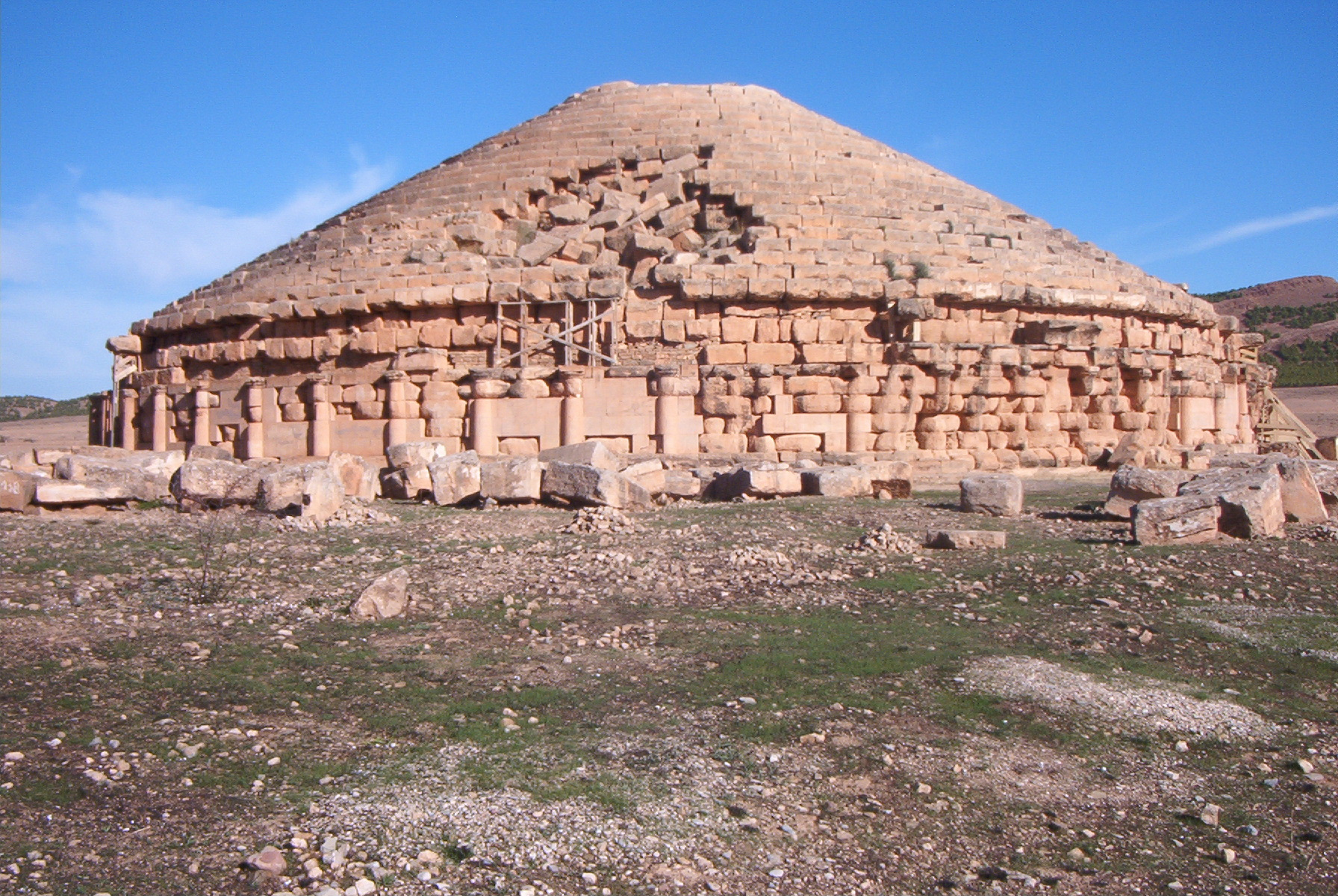
Medracen nel novembre 2010